# Csér
Csér is een plaats (község) en gemeente in het Hongaarse comitaat Győr-Moson-Sopron, gelegen in het district Sopron. Csér telt 27 inwoners (2015).

## Geografie
Het dorp ligt aan de rivier de Rábca.

## Afbeeldingen

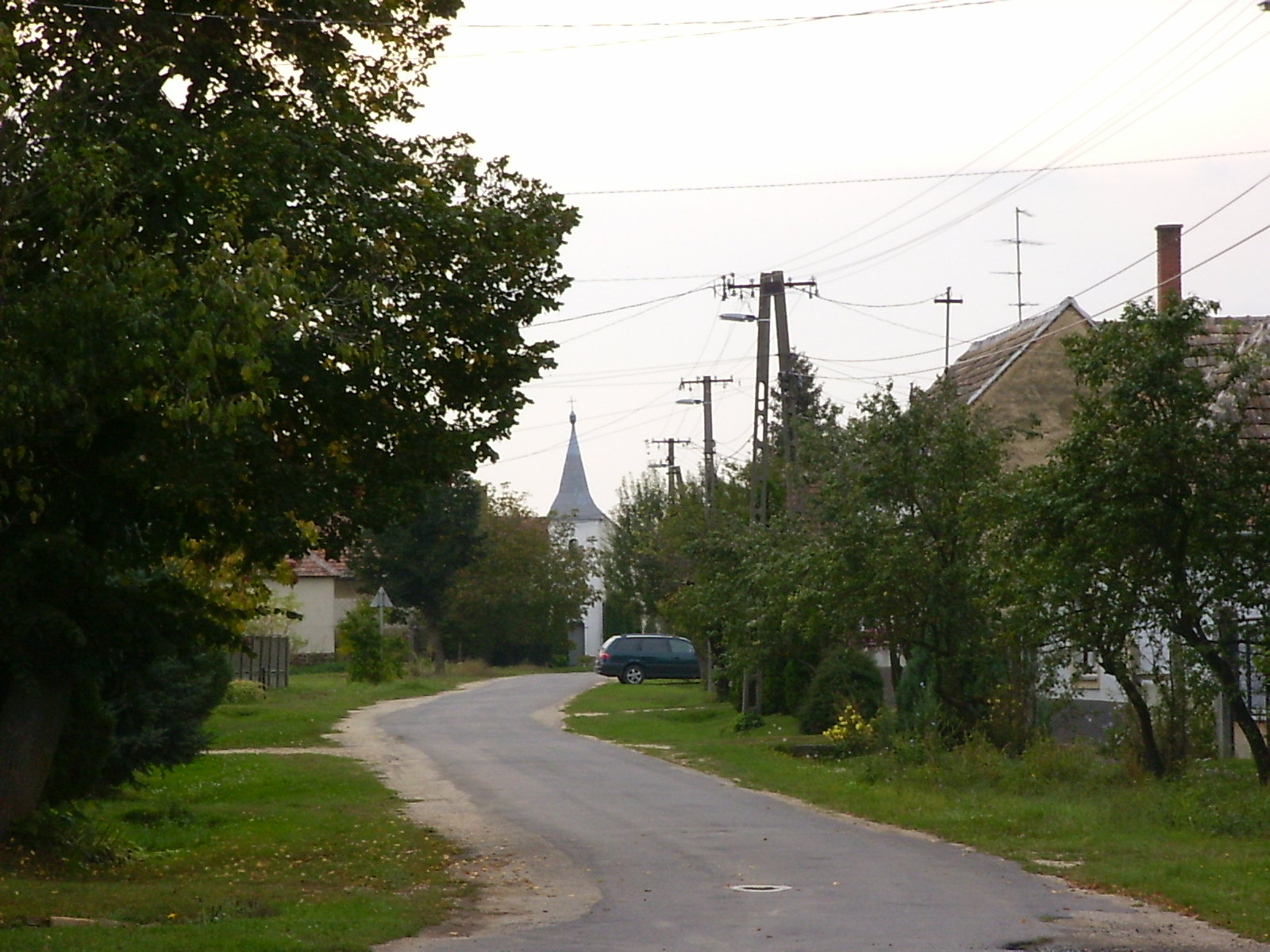
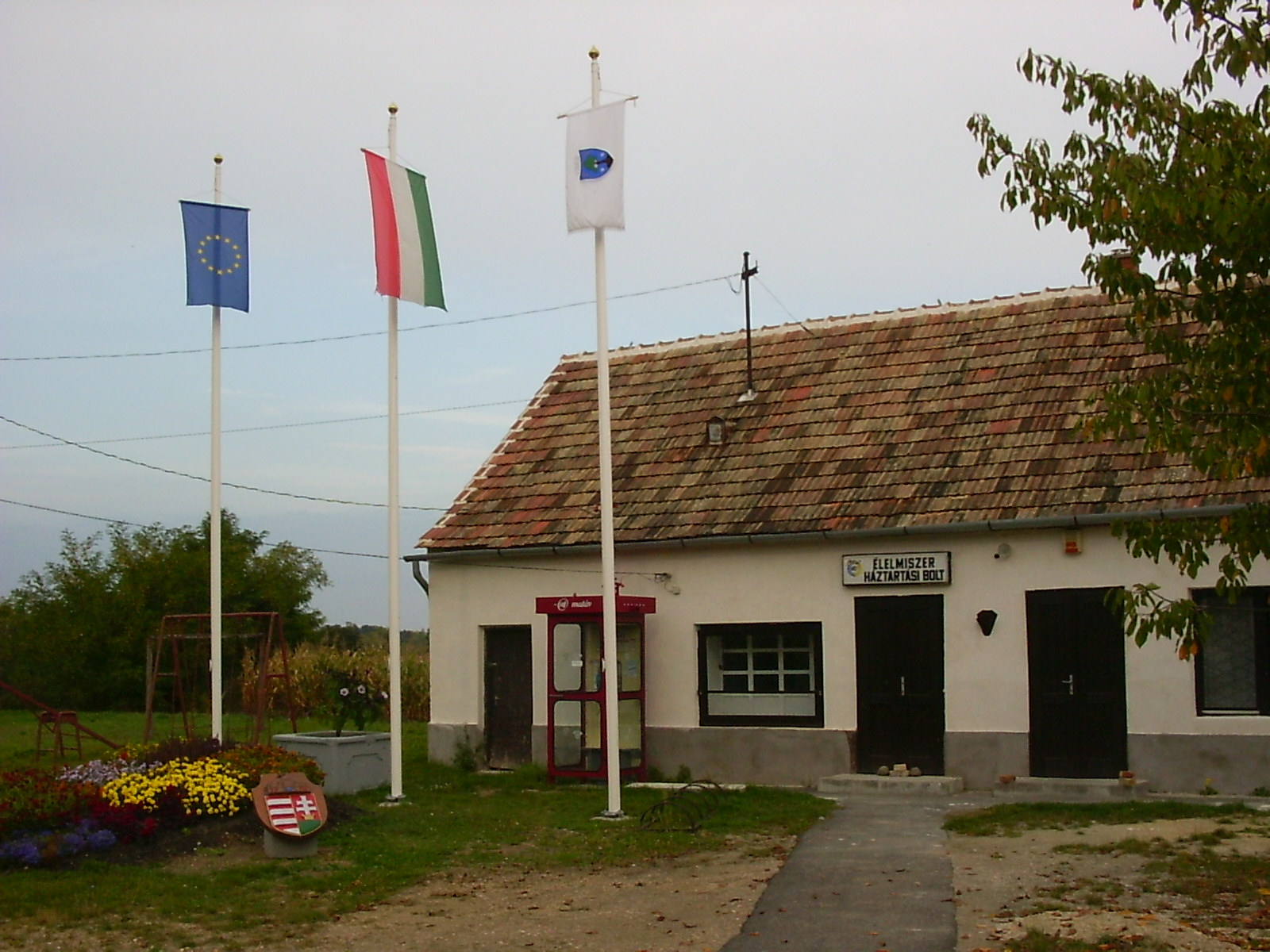
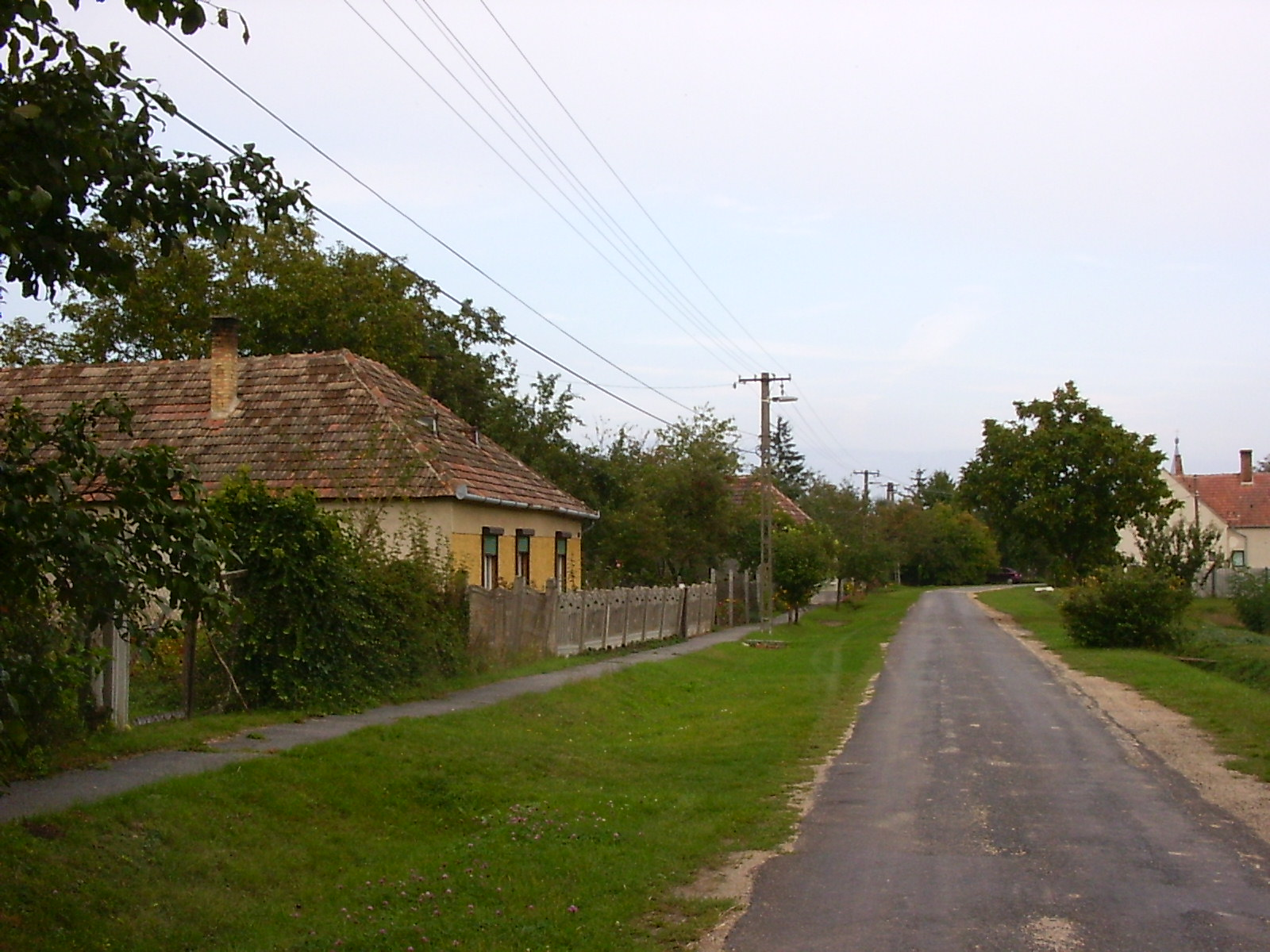